# Otenis chalybaea
Otenis chalybaea är en skalbaggsart som beskrevs av Heller 1917. Otenis chalybaea ingår i släktet Otenis och familjen långhorningar. Inga underarter finns listade i Catalogue of Life.